# Cartulario (ocupación)
Antiguamente, se llamaba cartulario al encargado de la coordinación y custodia de las cartas, esto es, de las escrituras e instrumentos públicos y privados que se archivaban: lo que hoy es el archivero.
En Oriente se llamaba cartófilax. Posteriormente se han llamado cartularios a los escribanos porque autorizaban los procesos y las escrituras públicas. También se aplicó el término cartulario al escribano de lo judicial en oposición al escribano escriturario.